# Bhutan Times
Bhutan Times – pierwsza niezależna gazeta wydawana w Bhutanie. Pierwszy numer posiadał 32 strony i zawierał wywiad z przyszłym królem Bhutanu, Jigme Khesar Namgyel Wangchuckiem.